# 熱帶風暴羅爾夫
熱帶風暴羅爾夫（英語：Tropical Storm Rolf，美國國家海洋暨大氣總署：01M）為地中海第一個正式的熱帶氣旋。

## 發展過程
2011年11月，美國國家海洋暨大氣總署認為首個正式的地中海熱帶氣旋生成。由衛星分析處給予編號01M，並由柏林自由大學命名為羅爾夫（Rolf）。然而，並沒有正式的機構負責監測活躍中的地中海熱帶氣旋。
11月4日，由柏林自由大學監測下，在接近馬賽的近岸上出現了另一個低壓區，這是後來由柏林自由大學命名為羅爾夫的地中海熱帶氣旋。一道低壓槽在歐洲大陸上停滯，在曾經走過比利牛斯山之前，曾經接近該低壓區並進行互動。導致強烈的降雨出現在法國南部及影響意大利西北部地區，結果造成普遍的山崩和洪水。
11月5日，當羅爾夫越過法國中央高原的時候，氣壓已經下降至1000hPa。而一個靜止鋒正在馬德里和里斯本之間，並在同一天接近羅爾夫。其後，其遇到了冷鋒，並成為與羅爾夫相關持續了數天。
11月6日，該熱帶氣旋由法國南部海岸線向地中海移動，橫過的時候直徑僅僅縮小至150公里。其後，並開始略有減弱。
11月7日，羅爾夫逐漸接近巴利亞利群島，在完全分開和過渡為阻塞高氣壓前，同時並與兩道雨帶影響歐洲大陸。同日，改為美國國家海洋暨大氣總署監測該熱帶氣旋，並指定他為01M，標誌著第一次正式監控的地中海熱帶氣旋系統。其後，該系統發展出一個像不同的颱風眼，螺旋雨帶和對流變得更明顯。在德沃夏克分析法的分析中，羅爾夫被分析為T值3.0。之後，對流強度開始逐漸下降，被指出中層和高層出現偏移。
11月9日，羅爾夫的強度急速下降，第二天美國國家海洋暨大氣總署對其停止繼續發出報告。但由柏林自由大學繼續報告。
11月11日，柏林自由大學將羅爾夫從天氣圖上移除，並認為該系統已經逐漸消散。

## 風速及數據
風暴最大風速曾經錄得每小時122公里。

## 影響

### 意大利、法國
11月4日，一道低壓槽在歐洲大陸上停滯，在曾經走過比利牛斯山之前，曾經接近該低壓區並進行互動。導致強烈的降雨出現在法國南部及影響意大利西北部地區，結果造成普遍的山崩和洪水。
羅爾夫逐漸接近巴利亞利群島，在完全分開和過渡為阻塞高氣壓前，同時並與兩道雨帶影響歐洲大陸。

## 外部連結
- 柏林自由大學官方網站 （页面存档备份，存于）
- NOAA 官方網站
- NOAA 歷史
- NOAA 海洋工作
- NOAA 大氣工作
- 大氣資源實驗室 (ARL) （页面存档备份，存于）